# (5264) Télèphe
(5264) Télèphe, désignation internationale (5264) Telephus, est un astéroïde troyen jovien.

## Description
(5264) Télèphe est un astéroïde troyen jovien, camp grec, c'est-à-dire situé au point de Lagrange L4 du système Soleil-Jupiter. Il présente une orbite caractérisée par un demi-grand axe de 5,205 UA, une excentricité de 0,112 et une inclinaison de 33,6° par rapport à l'écliptique.
Il est nommé en référence au personnage de la mythologie grecque Télèphe, acteur du conflit légendaire de la guerre de Troie.

## Compléments